# Alvaro Fernández-Villaverde

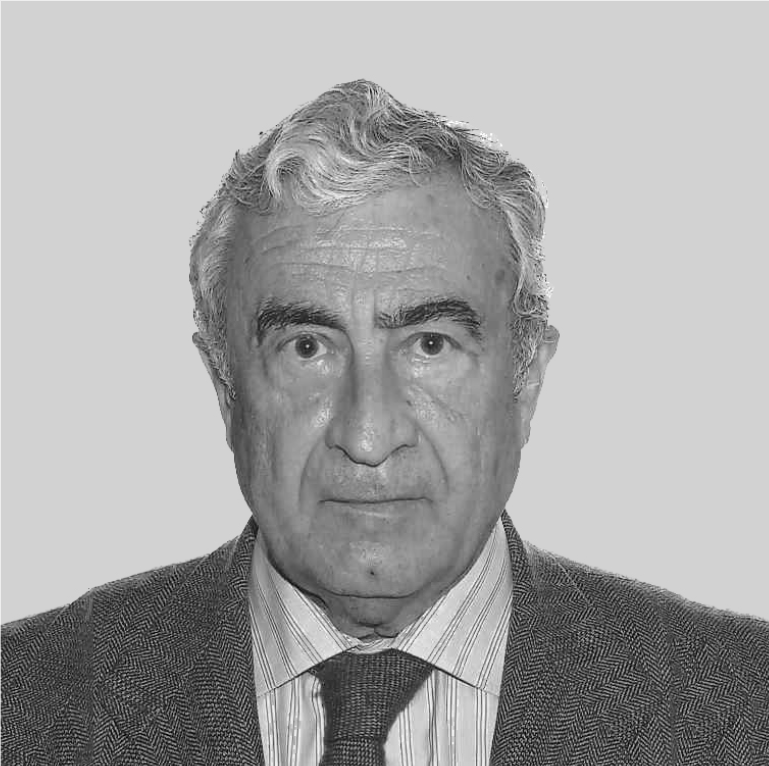
Alvaro Fernández-Villaverde

Alvaro Fernández-Villaverde y Silva (Londen, 3 september 1943), zesde hertog van San Carlos, vijfde markies van Pozo Rubio en markies del Viso, is een edelman van de Spaanse Grandeza, diplomaat, hofdignitaris van de Spaanse Kroon en kunsthistoricus. Hij is het hoofd van het adellijk huis Fernández-Villaverde en ridder in de Orde van Santiago.

## Familie
Alvaro is de oudste zoon van don José Fernández-Villaverde y Roca de Togores (1902-1988), vierde markies van Pozo Rubio en Casilda de Silva (1914-2008), de vijfde hertogin van San Carlos, hertogin van Santo Mauro, veertiende markiezin van Santa Cruz, markiezin van Villasor en gravin van San Martín de Hoyos. Hij is de eigenaar van het 16e-eeuwse hertogelijk paleis van San Carlos in Trujillo.
Naast zijn diplomatencarrière is de hertog momenteel voorzitter van het Nationaal Patrimonium van de Spaanse Kroon.